# Cư M'gar (xã)
Cư M'gar là một xã thuộc tỉnh Đắk Lắk, Việt Nam.
Xã Cư M'gar có diện tích 31,88 km², dân số năm 1999 là 7.333 người, mật độ dân số đạt 230 người/km².

## Lịch sử
Ngày 3 tháng 4 năm 1980, Hội đồng Chính phủ ban hành Quyết định số 110-CP về việc thành lập mới xã Cư M'gar thuộc huyện Ea Súp.
Ngày 23 tháng 1 năm 1984, Hội đồng Bộ trưởng ban hành Quyết định 15-HĐBT về việc chuyển xã Cư M'gar thuộc huyện Ea Súp về huyện Cư M'gar mới thành lập quản lý.